# Saint-Dier-d'Auvergne
 Saint-Dier-d'Auvergne  es una población y comuna francesa, situada en la región de Auvernia, departamento de Puy-de-Dôme, en el distrito de Clermont-Ferrand y cantón de Saint-Dier-d'Auvergne.

## Demografía
| 730 | 660 | 611 | 581 | 531 | 551 |
| Para los censos de 1962 a 1999 la población legal corresponde a la población sin duplicidades (Fuente: INSEE [Consultar]) |     |     |     |     |     |